# Sambandsbefäl
Sambandsbefäl är en befattning inom svenska Försvarsmakten som innebär verksamhet inom sambandstjänst. Sambandsbefäl utbildas till stor del som värnpliktigt befäl, men även Frivilliga radioorganisationen (en Frivillig försvarsorganisation) utbildar sambandsbefäl.